# SSカップみのり
SSカップみのり（えすえすかっぷみのり）とは、競輪のGI競走である。2008年に創設された。
2009年5月に同時に新設された「SSシリーズ風光る」とともに、2007年12月に創設された競輪選手の最高位・S級S班 の選手に対する栄誉特典として行われた。
KEIRINグランプリ（毎年12月30日）の前日である12月29日に行われ、12月中旬に選出されるその年のS級S班の選手18人の内、グランプリに出場しない9人によって行われる。競走はGP格のグランプリ同様に一発勝負で行なわれる唯一のGIとなっていた。
第1回は2008年に平塚競輪場にて施行され、1着賞金は1100万円であった。この競走はGI格付けとはなっているが、他のGI競走とは違い優勝者にその年または翌年のKEIRINグランプリ出場資格は与えられない（風光るも同様）。またこの競走についてはグランドスラム（GI全競走制覇）の対象とはならない。
2011年1月の特別競輪開催見直しで平成24年度（2012年度）に廃止される特別競輪の中に含まれていたが、このレースのみ平成23年度（2011年度）の開催日程からも除かれている。同年12月よりS級S班が18人から9人に半減されることも同時に決定されたことによりレース開催の意義か喪失したため、SSカップみのりは2010年度の開催を最後として実質打ち切りとなった。同年は代替番組として夏季五輪や世界選手権への出場経験を持つS級選手を中心に編成する「ナショナルチームカップ」を開催した。

## 過去の優勝者
| 回数  | 開催年             | 開催場       | 優勝者   | 売上額          |
| ----- | ------------------ | ------------ | -------- | --------------- |
| 第1回 | 2008年（平成20年） | 平塚競輪場   | 手島慶介 | 9億3149万7900円 |
| 第2回 | 2009年（平成21年） | 京王閣競輪場 | 山田裕仁 | 9億6731万9200円 |
| 第3回 | 2010年（平成22年） | 立川競輪場   | 新田祐大 | 9億1199万1900円 |

## テレビ中継
全て地上波とBS日テレにて放送されていた。

## 参照
1. ↑  KEIRIN.JP（2008年3月31日）
2. ↑  平成24年度以降の特別競輪等の見直し及び平成23年度高松宮記念杯競輪開催場について（2011年1月26日）
3. ↑  スポーツ報知・2011年1月27日 2011年度の特別競輪日程発表
4. ↑  Ｓ級Ｓ班の見直しについて（2011年1月26日）
5. ↑  SSカップみのり2011（GI）代替レースの決定について(「ナショナルチームカップ」の実施) （2011年5月10日）